# یواس‌اس توپکا (سی‌ال-۶۷)
یواس‌اس توپکا (سی‌ال-۶۷) (به انگلیسی: USS Topeka (CL-67)) یک کشتی بود که طول آن ۶۰۸ فوت ۴ اینچ (۱۸۵٫۴۲ متر) بود. این کشتی در سال ۱۹۴۴ ساخته شد.